# Simulium tondewandouense
Simulium tondewandouense es una especie de insecto del género Simulium, familia Simuliidae, orden Diptera.
Fue descrita científicamente por Fain & Elsen, 1973.